# Young Lions
Young Lions – singapurski klub piłkarski grający w S-League. Większość jego zawodników stanowią gracze w wieku nieprzekraczającym 23 lat, większość gra w reprezentacji Singapuru do lat 23. Klub dołączył do piłkarskiej ekstraklasy singapurskiej S-League w 2003 r. Dopuszczając ten młodzieżowy zespół do rozgrywek w najwyższej klasie rozgrywkowej Singapurski Związek Piłkarski liczy na szybszy rozwój młodych piłkarzy. Tym samym Young Lions jest jednym z nielicznych klubów na świecie, w którym obowiązuje limit wieku zawodników. Zawodnicy z zagranicy mogą grać w klubie, o ile jest szansa, że w przyszłości zmienią swoje obywatelstwo i będą reprezentować narodowy zespół Singapuru. 

## Osiągnięcia klubu
- 3 miejsce w S-League: 2004, 2006